# Saeldes Sanc
Saeldes Sanc ist eine deutsche Musikband, die mittelalterliche Texte mit Instrumenten der Gegenwart neu vertont.

## Geschichte
Saeldes Sanc wurde 2011 von der Sängerin Hannah Wagner und Cellist Georg Postulka gegründet. Postulka unterstütze die von Hannah Wagner komponierten Lieder, welche bevorzugt Texte altfranzösischer, mittelhochdeutscher und altenglischer Lyrik nutzten, instrumental. Im Live-Programm befinden sich auch modern englischsprachige Kompositionen und auch eine Reihe englischer Folklorelieder. Von Zeit zu Zeit werden auch Lieder von Helium Vola präsentiert, sofern Ernst Horn als Live-Musiker mit dabei ist.
2010 lernte Hannah Ernst Horn kennen, der Vielen durch seine Ensembles Deine Lakaien und Helium Vola bekannt ist. Heute ist Hannah selbst Mitglied des Mittelalter-Avantgarde-Ensembles Helium Vola und ist sowohl solistisch als auch im Ensemble auf dem neuesten Doppelalbum „Wohin?“ zu hören.
2012 stieß Peter Andersohn zum Ensemble hinzu und fungierte als Erzähler, Pianist, Trommler und Sänger. Er verließ die Band 2016 wieder, erschien aber später nochmal bei Liederabenden mit Hannah Wagner im Duett.
Postulka verließ das Duo 2014 wieder. Seitdem spielte Hannah Wagner ihre Lieder mit teils festen Ensemblemitgliedern und erweiterte das Instrumentarium, lud aber auch viele Gastmusiker zur Zusammenarbeit ein.
Die Band trat u. a. beim Leipziger Wave-Gotik-Treffen und beim Rudolstadt-Festival auf und wird von Ernst Horn als Live- und Studiomusiker sowie als Produzent unterstützt.

## Diskografie
- 2017: THANK YOU FOR THE TRAGEDY (featuring: Ernst Horn und Christian von Aster)[4]